# Andrew Fletcher (politiker)

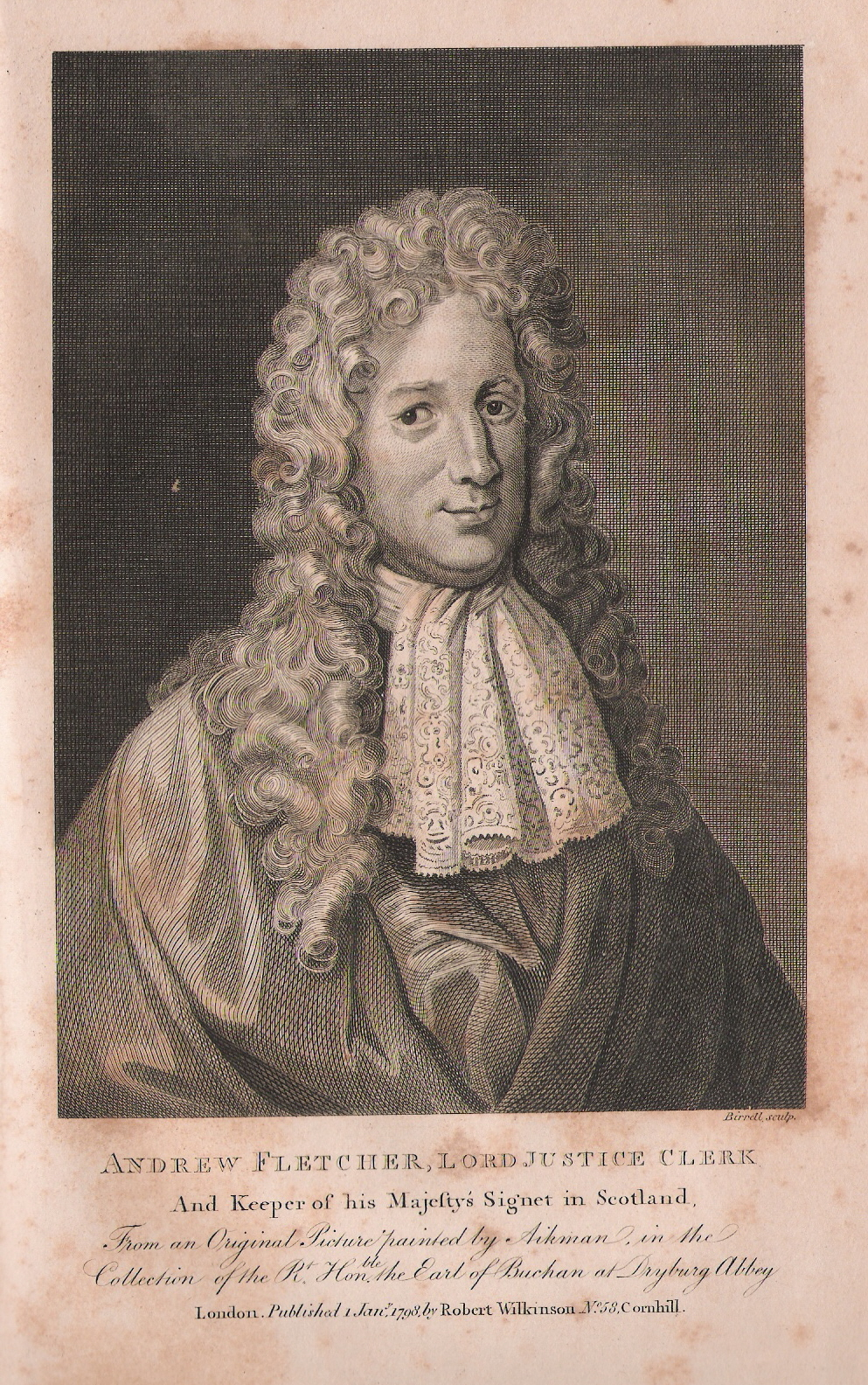
Andrew Fletcher.

Andrew Fletcher (av Saltoun), född 1655 i Saltoun, död i september 1716 i London, var en skotsk politiker.
Fletcher erhöll en synnerligen vårdad uppfostran under ledning av Gilbert Burnet, senare biskop av Salisbury, invaldes i skotska parlamentet 1678, men förde där en så våldsam opposition mot huset Stuart, att han 1682 måste fly till Republiken Förenade Nederländerna. Han återvände med hertigen av Monmouth vid dennes upprorsförsök 1685, men lämnade till följd av en enskild tvist snart dennes skara och flydde till Spanien, där han ägnade sig åt studier, samt stred sedan under någon tid i kejsarens här mot turkarna i Ungern. Sedan slöt han sig i Haag till Vilhelm av Oranien och återkom i samband med 1688 års revolution till hemlandet, där han snart återvann sin politiskt inflytelserika ställning.
Fletcher var en glödande skotsk patriot och engelskhatare samt hyllade rätt fantastiska republikanska idéer, vilka han utvecklade i en rad djärfva flygskrifter. Därjämte uppträdde han som livlig främjare av det bekanta Darienkompaniets misslyckade kolonisationsföretag. I de häftiga parlamentariska strider, som föregick avslutandet av den engelsk-skotska unionen 1707, spelade Fletcher en framträdande roll från 1703, då han ånyo fick säte i skotska parlamentet. Han påyrkade en mycket utsträckt folklig skotsk självstyrelse – bland annat ivrade han för egen skotsk diplomati – och ville göra kungen helt beroende av parlamentets beslut samt vid hans sida mellan parlamentssammanträdena sätta en med vidsträckta befogenheter utrustad, av parlamentet tillsatt delegation.
Då dessa förslag ej påaktades, yrkade han, att skotska parlamentet skulle besluta skilsmässa från England, att inträda efter drottning Annas död. Från 1705 avtog emellertid hans inflytande, och moderatare politiker trädde i förgrunden i det skotska parlamentet. I häftiga broschyrer bekämpade Fletcher det slutliga unionsförslaget. Efter dess antagande ägnade han sig mest på sitt gods Saltoun i East Lothian genom exempel och skrifter åt strävanden för det skotska jordbrukets upphjälpande. Fletchers Collected works utgavs 1737. "I sin lättrörda patriotism, sin temperamentfulla, antiunionella politik och sina världsförbättringsplaner företer han ej få likhetspunkter med Bj. Björnson", skriver Verner Söderberg i Nordisk familjebok.